# Willem Janssen (calciatore 1986)
Willem Janssen (Nimega, 4 luglio 1986) è un ex calciatore olandese, di ruolo centrocampista.

## Carriera
Ha giocato in Eredivisie con Roda JC e Twente; con quest'ultima squadra ha giocato anche in UEFA Europa League e in UEFA Champions League.
Al termine della stagione 2021-2022, dopo 9 stagioni e oltre 250 partite con l'Utrecht, si ritira dal calcio giocato.